# Brigada 2 Vânători (1916-1918)
Brigada 2 Vânători a fost o mare unitate de nivel tactic, care s-a constituit în luna decembrie 1917, în urma deciziei Marelui Cartier General român de a regrupa toate unitățile de vânători în două divizii:pp. 197-198

## Participarea la operații

### Campania anului 1918
În anul 1918 Brigada 2 Vânători a făcut parte din Divizia 1 Vânători, În această campanie, brigada a fost comandată de colonelul Teodor Pirici. :p. 311

## Ordinea de bătaie
Forța combativă a brigăzii era de 4 batalioane de infanterie, compunerea de luptă variind în cursul anului 1918, astfel:
| La constituire                                              | La a doua mobilizare                                   |
| ----------------------------------------------------------- | ------------------------------------------------------ |
| - Regimentul 2 Vânători - Regimentul 6 Vânători:pp. 197-198 | - Regimentul 4 Vânători - Regimentul 6 Vânători:p. 311 |

## Comandanți
- Colonel Teodor Pirici